# Pietro Terziani
Pietro Terziani (Roma, 1763-1831) fou un compositor italià. Probablement fou avi de Eugenio i rebesavi de Rafaele ambdós també bons compositors.
Feu els seus estudis musicals a Roma i Nàpols, i el 1788 començà a escriure per al teatre, sent la seva primera producció Il Creso, que es representà a Venècia i a la que li seguiren altres òperes els títols de les quals han restat oblidades. Després d'haver viatjat per Itàlia, Alemanya i Espanya, retornà a Roma, on assolí la plaça de mestre de capella de Sant Joan del Laterà (1816, càrrec que desenvolupà fins al 1836 data en què morí.
Va escriure un gran nombre de composicions per a l'església, entre les quals destaquen:
- 11 misses a 4 veus;
- 3 misses a 8 veus;
- els Salms Confitebor i Laudate, a 4 veus;
- Avemaria amb Alleluia, a 8 veus;
- Graduales, Motets, i Antifones Dixit, a 4 veus i orquestra;
- un altre Dixit, a 8 veus;
- Laetatus sum, a 4 veus i orquestra;
- Beatus vir, a 4 veus i orquestra;
- dues misses a 4 veus i orquestra;
- una Missa a 8 veus i orquestra;
- Vigilies completes, a dos cors, orgue i orquestra;
- Lletanies amb ressò i orquestra;
- dos Te Deums, a 4 veus i orquestra.